# Danh sách di sản thế giới tại Ukraina
Tổ chức Giáo dục, Khoa học và Văn hóa Liên Hợp Quốc (UNESCO) xác định Di sản thế giới có giá trị phổ quát nổi bật là di sản văn hóa hoặc tự nhiên đã được các quốc gia ký kết Công ước Di sản Thế giới của UNESCO, thành lập năm 1972. Di sản văn hóa bao gồm các di tích (chẳng hạn như các công trình kiến trúc, tác phẩm điêu khắc lớn hoặc chữ khắc), các cụm công trình và địa điểm (bao gồm cả các địa điểm khảo cổ). Các đặc điểm tự nhiên (bao gồm các thành hệ vật lý và sinh học), các thành hệ địa chất và sinh lý (bao gồm cả môi trường sống của các loài động vật và thực vật bị đe dọa) và các địa điểm tự nhiên quan trọng theo quan điểm của khoa học, bảo tồn hoặc vẻ đẹp tự nhiên, được xác định là di sản tự nhiên. Ukraina chính thức thông qua Công ước UNESCO và trở thành một thành viên độc lập vào ngày 12 tháng 10 năm 1988, khi còn là một nước Cộng hòa thuộc Liên Xô (trước khi giải thể năm 1991).
Tính đến  năm 2022, Ukraina có 7 di sản thế giới, trong đó 6 di sản văn hóa và 1 di sản tự nhiên là Rừng sồi nguyên sinh trên dãy Karpat. Địa điểm đầu tiên lọt vào danh sách là "Nhà thờ chính tòa Thánh Sophia tại Kyiv và các tòa nhà tu viện liên quan Kyiv Pechersk Lavra" năm 1990. Di sản mới nhất là những Nhà thờ gỗ trên dãy Karpat ở Ba Lan và Ukraina và Thành cổ Tauric Khersones và vùng khôra năm 2013. Có ba di sản xuyên quốc gia: Nhà thờ gỗ chung với Ba Lan, Vòng cung trắc đạc Struve chung với 9 quốc gia, còn Rừng sồi nguyên sinh chung với 17 nước khác. Ngoài ra, Ukraina có 17 địa điểm nằm trong danh sách dự kiến.

## Danh sách
UNESCO liệt kê các địa điểm theo mười tiêu chí, mỗi mục phải đáp ứng ít nhất một trong các tiêu chí. Tiêu chí (i) đến (vi) là di sản văn hóa, trong khi (vii) đến (x) là di sản thiên nhiên.
| Di sản                                                                               | Hình ảnh | Vị trí                                       | Năm công nhận | Dữ liệu của UNESCO               | Mô tả |
| ------------------------------------------------------------------------------------ | -------- | -------------------------------------------- | ------------- | -------------------------------- | --- |
| Nhà thờ chính tòa Thánh Sophia và các tòa nhà tu viện liên quan, Kyiv Pechersk Lavra |          | Kyiv                                         | 1990          | 527bis; i, ii, iii, iv (văn hóa) | Nhà thờ chính tòa Thánh Sophia được xây dựng vào thế kỷ 11, ngay sau khi Kiev Rus' được Kitô hóa. Tranh tường và bích họa từ thời kỳ đó vẫn được bảo tồn bên trong. Các tòa nhà tu viện xung quanh được xây dựng vào thế kỷ 17-18 theo phong cách Baroque của Ukraina. Kyiv Pechersk Lavra là quần thể tu viện được phát triển từ thế kỷ 11 đến 19, bao gồm các nhà thờ, tu viện và hang đá nơi an táng các thánh đồ. Đây là trung tâm Chính thống giáo Đông phương quan trọng. Nhà thờ Chúa Cứu Thế Berestove liền kề với Lavra, và được gộp chung trong một địa điểm vào năm 2005.                |
| Trung tâm lịch sử Lviv                                                               |          | Lviv                                         | 1998          | 865bis; ii, v (văn hóa)          | Thành Lviv ra đời cuối thời Trung Cổ và vẫn giữ được địa hình học trung cổ. Thành phố được định hình từ sự tương tác giữa nhiều cộng đồng khác nhau từng sinh sống qua nhiều thế kỷ, như các nhóm Kitô giáo, Hồi giáo và Do Thái giáo. Kiến trúc đại diện cho sự kết hợp phong cách Đông Âu chịu ảnh hưởng từ Ý và Đức. Nhiều tòa nhà thời Phục Hưng và Baroque vẫn được bảo tồn. |
| Vòng cung trắc đạc Struve*                                                           |          | Khmelnytskyi Odessa                          | 2005          | 1187; ii, iii, vi (văn hóa)      | Vòng cung trắc đạc Struve là một chuỗi các điểm được tính theo Phép đo Tam giác, trải dài trên khoảng cách 2.820 kilômét (1.750 mi) từ Hammerfest ở Na Uy đến Biển Đen. Các điểm được nhà thiên văn học Friedrich Georg Wilhelm Struve khảo sát thiết lập, ông là người đầu tiên thực hiện phép đo chính xác độ dài kinh tuyến, giúp tính ra kích thước và hình dạng của Trái Đất. Ban đầu có 265 điểm trạm. Di sản Thế giới này bao gồm 34 điểm tại mười quốc gia (Bắc đến Nam: Na Uy, Thụy Điển, Phần Lan, Nga, Estonia, Latvia, Litva, Belarus, Moldova, Ukraina), bốn trong số đó là ở Ukraina. |
| Rừng sồi nguyên sinh trên dãy Karpat và các khu vực khác của châu Âu*                |          | Zakarpatsk Lviv Ivano-Frankivsk Khmelnytskyi | 2007          | 1133ter; ix (tự nhiên)           | Di sản này đặc trưng điển hình cho rừng ôn đới còn nguyên vẹn cho thấy sự sinh sôi của cây sồi châu Âu sau kỷ băng hà tại các khu vực biệt lập trên dãy Anpơ, Karpat, Dinaric, Địa Trung Hải và Pyrénées. Lúc đầu, vào năm 2007, di sản được đưa vào danh sách với cái tên Rừng sồi nguyên sinh trên Karpat, chung giữa Slovakia và Ukraina. Đến năm 2011, di sản bao gồm cả Rừng sồi cổ Đức. Những mở rộng năm 2017 và 2021 đã bao gồm các khu rừng ở 18 quốc gia. Tại Ukraina có 13 khu rừng được đưa vào danh sách.                                                                              |
| Dinh thự giám mục đô thành Bukovina và Dalmatia                                      |          | Chernivtsi                                   | 2011          | 1330; ii, iii, iv (văn hóa)      | Dinh thự giám mục đô thành Bukovina và Dalmatia được xây dựng dành cho Giám mục đô thành của Chính thống giáo Đông phương vào thế kỷ 19, khi nằm dưới quyền cai trị của Đế quốc Áo-Hung. Kiến trúc sư người Séc Josef Hlávka thiết kế nên kiệt tác này. Quần thể mang phong cách lịch sử kết hợp đặc điểm kiến trúc Byzantine, Gothic và Baroque. Tổ hợp kiến trúc dùng làm tư thất giám mục cho đến Chiến tranh thế giới thứ hai. Năm 1955, dinh thự được chuyển cho Đại học Chernivtsi. |
| Thành cổ Tauric Khersones và vùng khôra                                              |          | Sevastopol                                   | 2013          | 1411; ii, v (văn hóa)            | Thành cổ do người Doria tại Hy Lạp sáng lập vào thế kỷ 5 TCN trên bờ Biển Đen. Trong những thế kỷ sau đó, thành phố chịu ảnh hưởng dưới sự tương tác giữa các cộng đồng Hy Lạp, La Mã và Byzantine tại khu vực Biển Đen. Thành bị bỏ hoang hoàn toàn vào thế kỷ 15. Khôra (хора) là vùng làm nông quanh thành, đặc biệt quan trọng với nghề làm rượu nho, những vườn nho cổ vẫn được bảo tồn tốt. |
| Nhà thờ gỗ trên dãy Karpat ở Ba Lan và Ukraina*                                      |          | Ivano-Frankivsk Lviv Zakarpatsk              | 2013          | 1424; iii, iv (văn hóa)          | Di sản gồm 16 nhà thờ (церква) bằng gỗ trên dãy núi Karpat, trong đó 8 thuộc Ukraina. Những nhà thờ này do các cộng đồng Chính thống giáo phương Đông và Công giáo Hy Lạp xây dựng từ thế kỷ 16 đến 19. Thiết kế dựa trên truyền thống Chính thống giáo chịu ảnh hưởng từ địa phương. Di sản đặc trưng với tất cả đều bằng gỗ như tháp chuông, bình phong linh ảnh, nội thất trang trí đa sắc cũng như sân, cổng và nghĩa địa. |

## Danh sách dự kiến
Ngoài các địa điểm đã được ghi trong danh sách Di sản thế giới, các quốc gia thành viên có thể duy trì danh sách các địa điểm dự kiến để xem xét đề cử trong tương lai. Đề cử cho danh sách Di sản thế giới chỉ được chấp nhận nếu địa điểm trước đó đã được liệt kê trong danh sách di sản dự kiến. Tính đến  năm 2022, Ukraina có 17 địa điểm trong danh sách dự kiến.
| Di sản                                                                            | Hình ảnh | Vị trí                     | Năm đề cử | Tiêu chí UNESCO             | Mô tả |
| --------------------------------------------------------------------------------- | -------- | -------------------------- | --------- | --------------------------- | --- |
| Trung tâm lịch sử Chernihiv                                                       |          | Chernihiv                  | 1989      | i, ii, iv (văn hóa)         | Đề cử bao gồm toàn bộ trung tâm lịch sử Chernihiv có từ thế kỷ 9—13, trong đó đề cập đến Nhà thờ lớn Chúa hóa hình và Nhà thờ lớn Borissoglebsky từ thế kỷ 12. |
| Cảnh quan văn hóa hẻm núi ở Kamenets-Podilsk                                      |          | Khmelnytskyi               | 1989      | i, ii, iv (văn hóa)         | Đề cử bao gồm lâu đài và trung tâm lịch sử thành phố Kamianets-Podilskyi, có từ thế kỷ 11-18. |
| Lăng mộ Tarass Shevchenko và Khu bảo tồn quốc gia Shevchenko                      |          | Cherkasy                   | 1989      | (hỗn hợp)                   | Không có mô tả trong tài liệu đề cử |
| Khu dự trữ sinh quyển thảo nguyên quốc gia Askaniya-Nova                          |          | Kherson                    | 1989      | x (tự nhiên)                | Không có mô tả trong tài liệu đề cử |
| Vườn thụ mộc quốc gia Sofiyivka                                                   |          | Cherkasy                   | 2000      | (hỗn hợp)                   | Năm 1796, Stanisław Szczęsny Potocki bắt đầu khởi công xây dựng Vườn phong cảnh kiểu Anh. Đây là kiến trúc vườn cảnh đặc trưng đầu thế kỷ 18 và nuôi trồng hơn 2.000 loài thực vật, được Viện Hàn lâm Khoa học Quốc gia Ukraina quản lý từ năm 1955. |
| Hãn cung Bakhchysaray                                                             |          | Bakhchysaray               | 2003      | i, iii, v, vi (văn hóa)     | Cung điện được xây dựng theo phong cách địa phương vào nửa đầu thế kỷ 16. Đây từng là nơi ở của người đứng đầu Hãn quốc Krym trong khoảng 250 năm. Quần thể bao gồm hai nhà thờ, các công tòa, nội cung của Hãn cùng các tòa phụ trợ, sân trong và vườn. |
| Di chỉ mộ đá Kamyana Mohyla                                                       |          | Zaporizhia                 | 2006      | iii, vi (văn hóa)           | Di chỉ khảo cổ gồm một gò lớn từ những khối sa thạch riêng lẻ, cao 12 mét (39 ft). Có một số tranh khắc trên đá từ thời đại đồ đá mới, còn đa số là từ thời đồ đồng. Trong đó còn dấu tích con người sinh sống từ thời đại đồ đá giữa cho đến thời đại đồ đá mới. |
| Đài thiên văn Mykolaiv                                                            |          | Mykolaiv                   | 2007      | ii, iv (văn hóa)            | Đài quan sát hải quân Mykolaiv được thành lập năm 1821. Tổ hợp gồm tòa nhà chính mang phong cách cổ điển, các vòm thiên văn từ đầu thế kỷ 20, và ba vòm hiện đại được dùng cho mục đích nghiên cứu. |
| Quân thể di tích pháo đài Sudak                                                   |          | Sudak                      | 2007      | ii, iv, v (văn hóa)         | Các công sự ở Sudak được người Byzantine khởi công vào sơ kỳ Trung Cổ và được người Cộng hòa Genova tiếp nối xây dựng hầu hết trong thế kỷ 14 và 15. Sudak mất dần vị thế quan trọng vào thế kỷ 17 và pháo đài trở thành bảo tàng năm 1958. |
| Các đài thiên văn Ukraina*                                                        |          | Mykolaiv Kyiv Odessa Yalta | 2008      | ii, iv, vi (văn hóa)        | Đề cử này bao gồm bốn đài thiên văn quan trọng ở Ukraina: Đài thiên văn Mykolaiv, Đài thiên văn Đại học Quốc gia Kyiv, Đài thiên văn Đại học Odessa và Đài thiên văn Krym (hình). |
| Trung tâm lịch sử thành phố cảng Odessa                                           |          | Odessa                     | 2009      | i, ii, iii, iv, v (văn hóa) | Odessa nhanh chóng phát triển thành một thành phố cảng vào cuối thế kỷ 18 và 19. Thành phố đa văn hóa là nơi hội tụ người Bulgaria, Hy Lạp, Armenia, Do Thái, Ý, Moldova, Ba Lan, Nga, România, Tatar và Ukraina, mang lại những truyền thống hòa trộn thành một môi trường văn hóa xã hội duy nhất trong một thế kỷ. Odessa bảo tồn các tòa nhà và quân thể kiến trúc thế kỷ 19 như Đại lộ Primorsky, Cầu thang Potemkin và Nhà hát Opera và Ba lê Odessa. |
| Nhà thờ Thánh Kyryl và Nhà thờ Thánh Andri                                        |          | Kyiv                       | 2009      | i, ii, iii, iv (văn hóa)    | Đề cử đưa thêm hai nhà thờ vào Di sản thế giới hiện thời tại Kyiv. Tu viện Thánh Kyryl ra đời thế kỷ 12 là ví dụ tiêu biểu cho kiến trúc Kyiv Rus'. Phần lớn bên trong vẫn được bảo tồn nguyên vẹn, còn mặt ngoài được cách tân theo phong cách Baroque thế kỷ 17-18. Nhà thờ Thánh Andri được xây dựng giữa thế kỷ 18 theo thiết kế của Francesco Bartolomeo Rastrelli, mang phong cách Baroque thời Elizabeth hiếm gặp tại Ukraina.                       |
| Trạm dịch và pháo đài trên tuyến thương mại Genova từ Địa Trung Hải đến Biển Đen* |          | Mykolaiv Kyiv Odessa Yalta | 2010      | ii, iv (văn hóa)            | Đề cử xuyên quốc gia này bao gồm các địa điểm hàng hải và buôn bán quanh Địa Trung Hải và Biển Đen thuộc tuyến giao thương của Cộng hòa Genova giữa thế kỷ 11 và 15. Tại Ukraina, pháo đài Sudak nằm trong đề cử. |
| Cảnh quan văn hóa "Thành hang động" tại Krym                                      |          | Bakhchysaray               | 2012      | iii, v, vi, vii (hỗn hợp)   | Đề cử gồm hai khu vực là Mangup và Eski-Kermen, nơi sinh sống của người Goth Krym, cũng như khu vực xung quanh với thành đá vôi và hang nhân tạo. Người Goth định cư tại đây trong thế kỷ 3-4 và liên minh với Đế quốc Đông La Mã trong thế kỷ 6. Mangup là thủ phủ của người Goth. Công quốc Theodoro thành lập tại khu vực này vào thế kỷ 14 và bị Ottomans tiêu diệt hoàn toàn năm 1475.                                                                 |
| Pháo đài Chufut-Kale                                                              |          | Bakhchysaray               | 2012      | ii, iii, v, vi (văn hóa)    | Đề cử bao gồm cả Hãn cung lẫn pháo đài Chufut-Kale cùng các vùng xung quanh. Cung điện được xây dựng vào nửa đầu thế kỷ 16 và là nơi ở của Hãn vương Krym trong khoảng 250 tiếp theo. Khu vực quanh Chufut-Kale là nơi ở người Alan từ thế kỷ 6-15th. Người Tatar Krym đặt thủ phủ tại đây vào thế kỷ 14. Giữa thế kỷ 17 và 19, dân Do Thái Karaite trở thành nhóm dân tộc đông đảo lớn nhất thành Krym. Đa số tàn tích khảo cổ là có từ thời kỳ này.       |
| Derzhprom                                                                         |          | Kharkiv                    | 2017      | iv (văn hóa)                | Derzhprom hay Tòa nhà Công nghiệp Nhà nước nằm cạnh Quảng trường Tự do ở Kharkiv. Xây dựng vào thập niên 1920, đây là tòa nhà lớn nhất thế giới theo phong cách kiến tạo. Tòa nhà do các kiến trúc sư S.S. Serafnnov, M.D. Feldher và S.M. Kravets thiết kế. Derzhprom khiến cho kiến trúc hiện đại trở thành phong cách kiến trúc chính của Liên Xô trong nhiều năm.                                                                                       |
| Thành cổ Tira - Akkerman                                                          |          | Odessa                     | 2019      | ii, iv, vi (văn hóa)        | Thuộc địa Tira của Hy Lạp được thành lập vào thế kỷ 6 TCN trên cửa sông Dnister. Trong nhiều thế kỷ, thành phố là một thương cảng có vai trò trọng yếu trên các tuyến Con đường tơ lụa, Biển Baltic và Địa Trung Hải. Ngày nay là thành phố Bilhorod-Dnistrovskyi, được định hình qua nhiều cộng đồng dân cư sinh sống tại đó hàng thế kỷ. |

## Danh sách đề cử bị gác lại
Một số địa điểm đã bị bỏ khỏi danh sách đề cử vì những lý do khác nhau.
| Tên gọi                                      | Hình ảnh | Vị trí   | Năm đề cử | Nguyên nhân               |
| -------------------------------------------- | -------- | -------- | --------- | ------------------------- |
| Công viên tự nhiên quốc gia Núi Thánh        |          | Donetsk  | 2000      | Không được UNESCO đăng ký |
| Đầm lầy Pripyat và Rặng núi Slovechno-Ovruch |          | Zhytomyr | 2000      | Không được UNESCO đăng ký |
| Khu bảo tồn thiên nhiên Kaniv                |          | Cherkasy | 2000      | Không được UNESCO đăng ký |
| Khu bảo tồn thiên nhiên Karadag              |          | Krym     | 2000      | Không được UNESCO đăng ký |